# Neoconocephalus proximus
Neoconocephalus proximus är en insektsart som först beskrevs av Ludwig Redtenbacher 1891.  Neoconocephalus proximus ingår i släktet Neoconocephalus och familjen vårtbitare. Inga underarter finns listade i Catalogue of Life.